# 舍夫勒斯
舍夫勒斯（法語：Chevreuse，法語發音：[ʃəvʁøz] ⓘ），又译谢夫勒斯，是法国伊夫林省的一个市镇，位于该省南部偏东，属于朗布依埃区。

## 地理
舍夫勒斯（48°42'27"N, 2°2'18"E）面积13.42 平方千米，位于法国法蘭西島大區伊夫林省，该省份为法国北部内陆省份，北起瓦兹河谷省，西接厄尔省，西南接厄尔-卢瓦省，东南接埃松省，东临上塞纳省。
与舍夫勒斯接壤的市镇（或旧市镇、城区）包括：米隆拉沙佩勒、舒瓦塞勒、圣福尔热、圣朗贝尔、圣雷米莱舍夫勒斯、布莱莱特鲁。

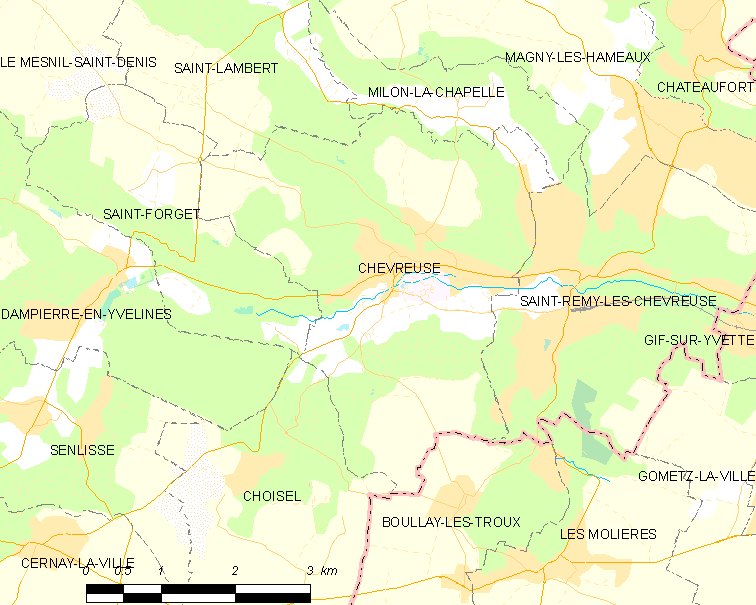
舍夫勒斯的OSM定位图

舍夫勒斯的时区为UTC+01:00、UTC+02:00（夏令时）。

## 行政
舍夫勒斯的邮政编码为78460，INSEE市镇编码为78160。

## 政治
舍夫勒斯所属的省级选区为莫尔帕县。

## 人口

1962-2008年间舍夫勒斯人口变化图示

舍夫勒斯于2022年1月1日时的人口数量为5531人。

## 友好城市
- 義大利贾韦诺